# Philip Francis Nowlan

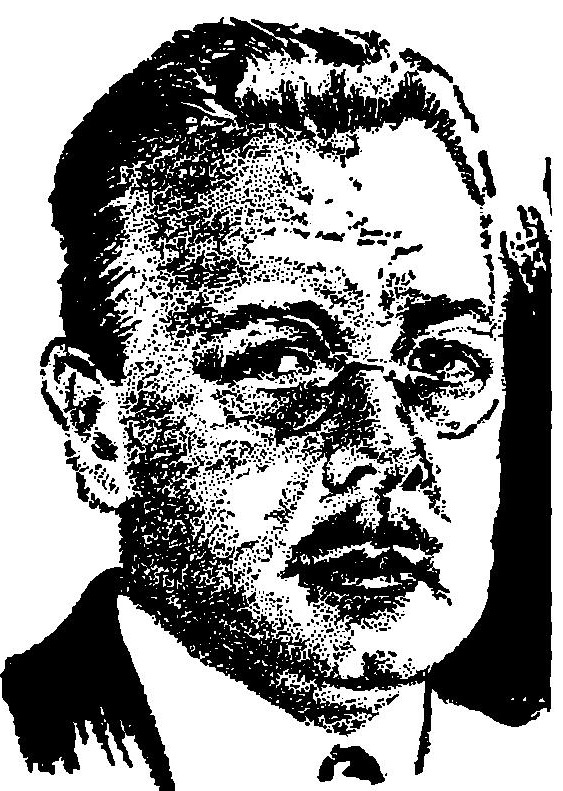
Philip Francis Nowlan

Philip Francis Nowlan (geboren 13. November 1888 in Philadelphia; gestorben am 1. Februar 1940 ebenda) war ein amerikanischer Science-Fiction-Autor. Nowlan war vor allem als Erfinder der Figur des Buck Rogers aus seiner 1928 veröffentlichten Erzählung Armageddon 2419 A.D. und als Autor der Texte der Buck-Rogers-Comicserie bekannt.

## Leben
Nowlan studierte an der University of Pennsylvania, wo er 1910 mit dem Bachelor abschloss. Anschließend war er Journalist und arbeitete für Zeitschriften wie Public Retail Ledger und den North American. Zugleich begann er – auch unter dem Pseudonym Frank Phillips – für die Pulp-Magazine zu schreiben. 1928 dann erschien Armageddon 2419 A.D. in der Augustausgabe von Amazing Stories, in der ein Amerikaner des 20. Jahrhunderts und Soldat des Ersten Weltkriegs namens Anthony Rogers aus einem 500-jährigen Schlaf erwacht und in die Befreiungskämpfe der im 25. Jahrhundert von Chinesen besetzten USA heldenhaft eingreift. Die Geschichte war so erfolgreich, dass Nowlan bald eine Fortsetzung folgen ließ und im März 1929 erschien dann The Airlords of the Han. Zuvor war aber schon im Januar ein Zeitungs-Comic-Strip unter dem Titel Buck Rogers in the 25th Century gestartet worden – der relativ blasse Vorname „Anthony“ hatte dem griffigeren „Buck“ weichen müssen. Der Comic wurde anfangs von Dick Calkin gezeichnet, die Texte schrieb – praktisch bis zu seinem Tod – Nowlan selbst. Der Erfolg war riesig: Die Pulp-Magazin-Stories hatten vielleicht 100.000 Leser, der in 400 Zeitungen erscheinende Strip erreichte über 50 Millionen und lief ununterbrochen bis 1967. Dazu kamen Radio- und Kinoserien und bereits Merchandise, wodurch „Buck Rogers“ und „Science-Fiction“ für das breite Publikum zeitweise synonym wurden. 
Nowlan schrieb neben seinen Geschichten über Buck Rogers noch einige weitere SF-Erzählungen, darunter Onslaught from Venus (1929) und seine letzte, Space Guards, die 1940 postum erschien. Diese konnten den Erfolg und die Verbreitung von Buck Rogers bei weitem nicht erreichen, der in den USA eine allgemein bekannte Figur ist und der mit seinen Nachfolgern Flash Gordon und Luke Skywalker einen nachhaltigen Einfluss auf das Science-Fiction-Genre und die Populärkultur allgemein ausgeübt hat.
Nowlan war verheiratet mit Teresa Marie Junker, mit der er vier Töchter und sechs Söhne hatte. Er starb 1940 in Philadelphia im Alter von 51 Jahren an einem Herzanfall.

## Bibliografie
Buck Rogers
- Armageddon 2419 A.D. (1928, Kurzgeschichte)
- The Airlords of Han (1929, Kurzgeschichte)
- Capturing the Mongol Emperor (1929, Kurzgeschichte)
- Meeting the Mongols (1929, Kurzgeschichte)
- Pact of Perpetual Peace (1929, Kurzgeschichte)
- Sunken City of Atlantis (1930, Kurzgeschichte)
- Tiger Men of Mars (1930, Kurzgeschichte)
- Mystery of Atlantian Gold Ships (1931, Kurzgeschichte)
- Buck Rogers: An Autobiography (1932, Essay, mit Dick Calkins)
- Buck Rogers on the Moons of Saturn (1934)
- The Story of Buck Rogers on the Planetoid Eros (1934, Kurzgeschichte)
- Buck Rogers 25th Century A.D. and the Doom Comet (1935)
- Buck Rogers 25th Century A.D. and the Planetoid Plot (1936)
- Buck Rogers 25th Century A.D. and the Interplanetary War (1938)
- Martian War Threat (1938, Kurzgeschichte)
- Martians Invade Earth (1939, Kurzgeschichte)
- Buck Rogers 25th Century A.D. and the Overturned World (1941)
- Armageddon 2419 A.D. (1962)
- Armageddon 2419 A.D. (1978, mit Spider Robinson)
- Armageddon 2419 A.D. and The Airlords of Han (2017, Sammlung)

Sammlung
- Wings Over Tomorrow: The Collected Science Fiction of Philip Francis Nowlan (2005)

Kurzgeschichten
- Onslaught from Venus (1929)
- The Time Jumpers (1934)
- The Prince of Mars Returns (1940)
- Space Guards (1940)